# Ideell upphovsrätt

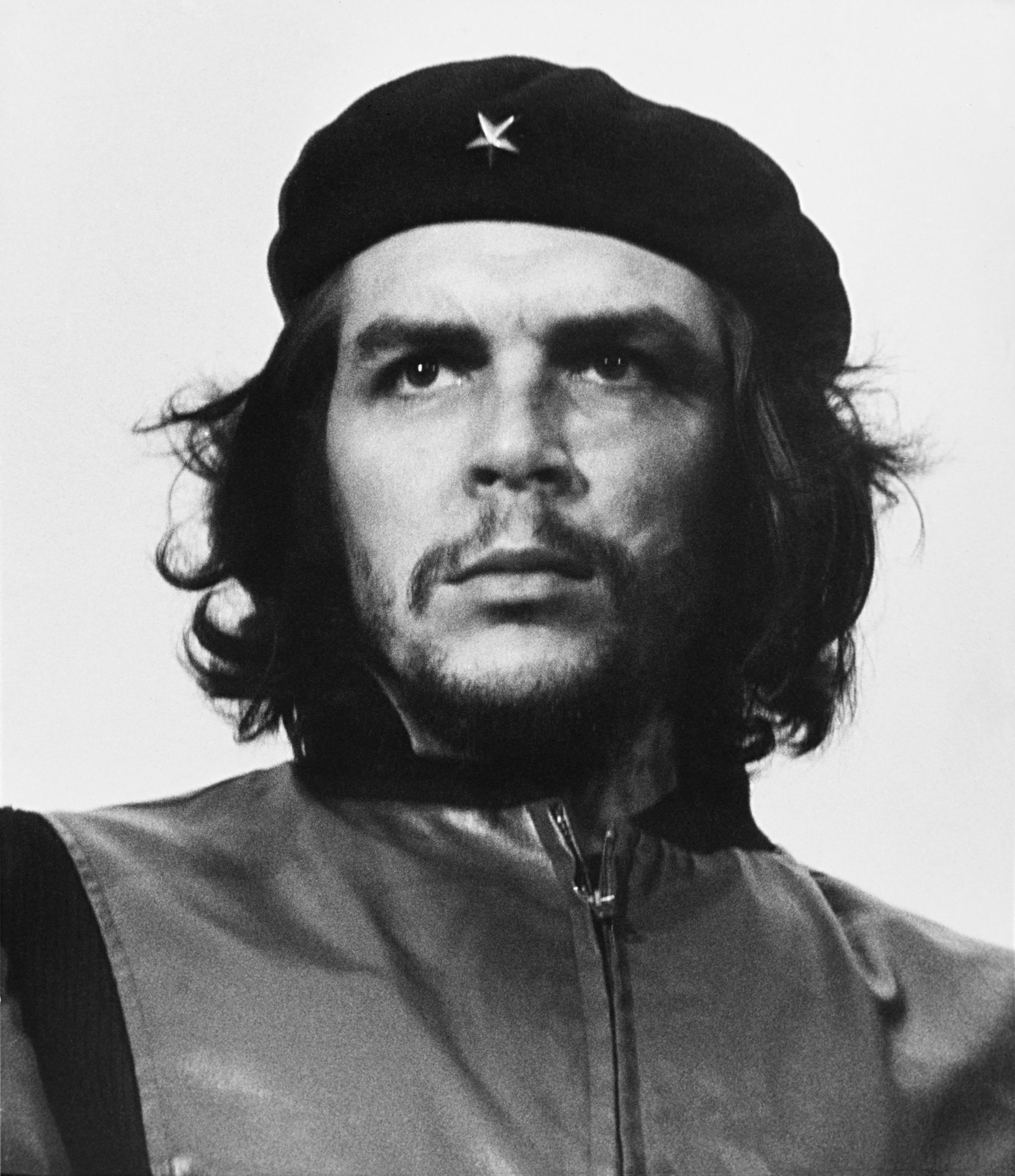
Alberto Korda stämde vodkatillverkaren Smirnoff för att företaget använde hans bild på Ernesto "Che" Guevara i reklam för alkohol. Korda hänvisade i stämningen till den ideella upphovsrätten.

Ideell upphovsrätt (franska: droit moral ; uttal: /drwamɔ'ral/, engelska: moral rights) är vid sidan om ekonomisk upphovsrätt en del av upphovsrättslagstiftningen i bland annat flertalet europeiska länder. Den ideella (upphovs)rätten skyddar upphovsmannens personliga men icke-ekonomiska intressen och innebär främst att upphovspersonen har rätt att bli namngiven som upphovsperson när verket framförs eller används. Härtill hör också respekträtten som innebär att ett verk som är skyddat av upphovsrätt, oavsett om det överlåtits, inte får ändras så att det kränker upphovsmannens litterära eller konstnärliga anseende eller egenart. Inte heller får verket göras tillgängligt för allmänheten i en sådan form eller i ett sådant sammanhang som är kränkande för upphovsmannen. Till exempel har affischer med krokisiluetter som beskars och sattes upp utanför en pornografi-biograf ansetts kränka upphovsmannen till affischernas respekträtt.

## Beskrivning
Den ideella upphovsrätten innehas av fysiska personer, inte organisationer, och kan enligt bland annat finsk och svensk rätt, till skillnad från den ekonomiska upphovsrätten, inte överlåtas, förhandlas eller licensieras bort. Däremot kan upphovspersonen medge att efterge den ideella rätten, det vill säga specificera tidpunkt och sätt på vilket verket får användas utan att upphovspersonen attribueras. Eftergifter av den ideella rätten som avser lång tid framåt eller inte anger typ av användning är normalt inte giltiga.
Den ideella upphovsrätten gäller även vid öppet innehåll och öppen källkod. 
Lagstiftningen är likartad i många länder, till följd av att Bernkonventionen för skydd av litterära och konstnärliga verk har undertecknats av ett stort antal länder. Europeisk lag baseras på Bernkonventionen. Artikel 6bis i konventionen säger om ideell upphovsrätt (eng moral rights):
Oberoende av upphovsmannens ekonomiska rättigheter, och även efter överföringen av sagda rättighet, skall författaren ha rätt att kräva författarskap över verket och protestera mot förvrängningar, ändringar eller andra nedsättande handlingar i relation till sagda arbete, vilket skulle vara skadligt för upphovsmannens ära eller anseende.

## Svensk rätt
Den ideella rätten kan endast i liten grad avtalas bort i Sverige. I svensk rätt består ideell upphovsrätt av namngivningsrätten och respekträtten: 
- Paternitetsrätt eller namngivningsrätt kallas den del av upphovsrätten som styrker rätten till attribuering. Rätten framgår av 3 § första stycket i upphovsrättslagen, och kan enligt samma paragraf endast eftergivas "såvitt angår en till art och omfattning begränsad användning av verket."

- Respekträtt kallas den del av upphovsrätten, som innebär att upphovsmannen har rätt att slippa bli kränkt medelst sina egna verk. Respekträtten innebär att upphovsmannen kan protestera mot vandalisering och kräva att verket inte används för kommersiella ändamål. Verket får sålunda "icke ändras så, att upphovsmannens litterära eller konstnärliga anseende eller egenart kränkes; ej heller må verket göras tillgängligt för allmänheten i sådan form eller i sådant sammanhang som är på angivet sätt kränkande för upphovsmannen". En kränkning av upphovsmannens konstnärliga egenart innebär, enligt lagförarbetena, att man "kränker hans personlighet, sådan den kommit till uttryck i verket". Rätten framgår av 3 § andra stycket i upphovsrättslagen, och kan enligt samma paragraf endast eftergivas "såvitt angår en till art och omfattning begränsad användning av verket."

## USA
Skattefinansierade och icke hemligstämplade verk som har tagit fram inom amerikansk offentliga förvaltning, med flera regeringar, är undantagna från upphovsrätten inklusive ideell upphovsrätt och tillhör därför allmän egendom (eng. public domain) i sina respektive länder. I USA med flera länder tillämpas även public domain för gamla verk eller media som skapats av en federal myndighet, och då saknar upphovspersonen ideell upphovsrätt. 
USA skrev visserligen under Bernkonventionen 1988, men upphovspersonens ideella rättigheter är fortfarande svagt definierade i amerikansk upphovsrättslagstiftning.

## Donerande till allmän egendom
Få om några rättsliga system har en process för att på ett tillförlitligt sätt donera verk till allmän egendom. De kan till och med förbjuda alla försök från upphovsrättsinnehavare att ge upp sina rättigheter, i synnerhet den ideella upphovsrätten. Upphovsrättsinnehavare kan ange ett licensavtal som oåterkalleligen ger så många rättigheter som möjligt för allmänheten, till exempel, CC0-licensen ("no rights reserved") från Creative Commons. Dock används denna främst för dokument som inte har tillräcklig verkshöjd för att betraktas som konstnärligt eller litterärt verk, exempelvis kataloger, databaser och listor.[källa behövs] Öppet innehåll enligt Creative Commons licensvariant CC0  innebär public domain, och är således förhindrat enligt europeisk lag för verk med verkshöjd.[källa behövs]